# Culture Beat
Culture Beat is een Duitse eurodance-groep opgericht in 1989. In de jaren 90 van de 20e eeuw scoorden ze enkele grote hits, waarvan Mr. Vain de bekendste is. Dit nummer behaalde in twaalf landen, waaronder Groot-Brittannië, Duitsland en Nederland, de nummer 1-positie. De band onderging gedurende de jaren diverse wisselingen in bezetting.

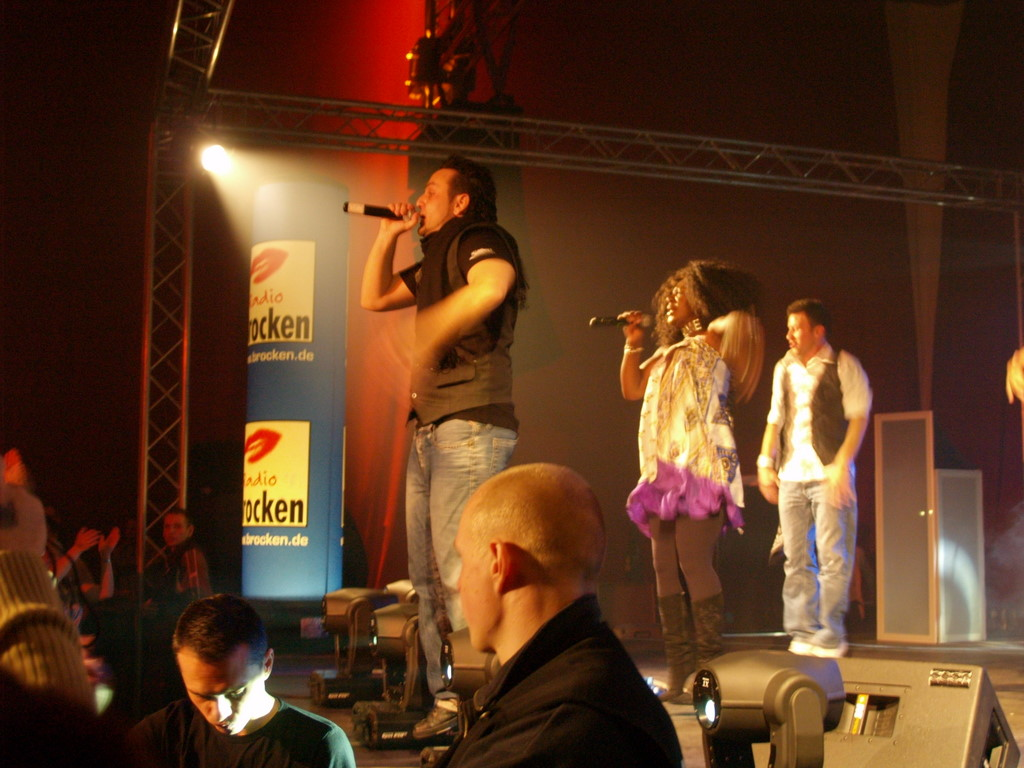
Culture Beat (2008)

## Geschiedenis
Culture Beat werd opgericht door muziekproducer Torsten Fenslau. In 1989 scoorde de groep met de eerste single meteen een hit in Duitsland. Het nummer Der Erdbeermund behoort inmiddels tot de klassiekers van de Duitstalige dancemuziek die voortborduurde op de Neue Deutsche Welle en de electro/krautrock. De zanger van het nummer was Jo van Nelsen. In 1990 besluit men ondanks het succes te kiezen voor een andere genre, eurodance, dat op dat moment enorm populair was geworden.
In 1991 kwam het album Horizon en de band scoorde de eerste grote hit ermee. Op vrijdag 6 september 1991 was No Deeper Meaning Veronica Alarmschijf op Radio 3 en werd een gigantische hit. De plaat bereikte de 4e positie in de Nederlandse Top 40 en de 5e positie in de Nationale Top 100.
Het grote succes kwam in 1993 met het uitbrengen van het album Serenity, met daarop onder meer de hitsingles Mr. Vain, Anything, Got to Get It en World in Your Hands. In 1993 won Culture Beat een groot aantal internationale muziekprijzen voor beste dance-act. De periode met zangeres Tania Evans en rapper Jay Supreme (Jeff Carmichael) was de meest succesvolle van de band, daar ze de meeste grote hits produceerde.
Het succes werd echter overschaduwd door de dood van Torsten Fenslau eind 1993. Zijn broer Frank Fenslau besloot echter om het werk over te nemen. Twee jaar later kwam een nieuwe cd uit, getiteld Inside Out. Een gelijknamige single van het album bereikte in Duitsland de vijfde plek in de hitlijsten.
In 1997 koos Culture Beat voor een andere muzikale richting, die meer richting popmuziek ging. Het nieuwe album Metamorphosis verscheen in juni 1998. Tania Evans werd vervangen door Kim Sanders, een Amerikaanse zangeres woonachtig in Duitsland. Sanders had eerder een commerciële hit gescoord met Captain Hollywood Project. Jay Supreme bleef nog korte tijd als rapper, maar verliet uiteindelijk ook de groep. Wel was Tania Evans dat jaar te gast in het nummer Singing' in My Mind van Kosmonova. Metamorphosis bleek een matig commercieel succes, daar het maar tien weken in de hitlijsten stond.
Vocaliste Jackie Sangster kwam bij de band in 2001, en rapper MC 4T volgde in 2003. Vanaf 2001 zijn geen albums meer verschenen. De uitgebrachte singles behaalden echter geen notering in de hitlijsten, met uitzondering van het nummer "Mr. Vain Recall", dat in Duitsland en Oostenrijk piekte op respectievelijk de 7e en 8e plek.

## Bandleden
- Torsten Fenslau – keyboards (1989–1993)
- Lana Earl – vocalist (1989–1993)
- Juergen Katzmann – gitaren, keyboards (1989–1995)
- Jay Supreme – rapper en vocalist (1989–1998)
- Jens Zimmermann – keyboards (1989–1991)
- Peter Zweier – keyboards (1989–1994)
- Tania Evans – vocalist (1993–1997)
- Frank Fenslau – keyboards (1994–heden)
- Kim Sanders – vocalist (1998–1999)
- Jacky Sangster – vocalist (2001–heden)
- MC 4T – rapper (2003–heden)

## Discografie

### Albums
| Album met eventuele hitnotering(en) in de Nederlandse Album Top 100 | Datum van verschijnen | Datum van binnenkomst | Hoogste positie | Aantal weken | Opmerkingen |
| ------------------------------------------------------------------- | --------------------- | --------------------- | --------------- | ------------ | ----------- |
| Serenity                                                            | 1993                  | 07-08-1993            | 9               | 46           |             |
| Inside Out                                                          | 1995                  | 18-11-1995            | 66              | 7            |             |
| Metamorphosis                                                       | 1998                  |                       | -               | -            |             |

### Singles
| Single met eventuele hitnotering(en) in de Nederlandse Top 40 | Datum van verschijnen | Datum van binnenkomst | Hoogste positie | Aantal weken | Opmerkingen                                                  |
| ------------------------------------------------------------- | --------------------- | --------------------- | --------------- | ------------ | ------------------------------------------------------------ |
| I like you                                                    | 1990                  | 10-10-1990            | 28              | 4            |                                                              |
| No deeper meaning                                             | 1991                  | 14-09-1991            | 4               | 8            | Veronica Alarmschijf Radio 3 / nr. 5 in de Nationale Top 100 |
| Mr. Vain                                                      | 1993                  | 12-06-1993            | 1 (1wk)         | 17           |                                                              |
| Got to Get It                                                 | 1993                  | 18-09-1993            | 2               | 10           |                                                              |
| Anything                                                      | 1994                  | 08-01-1994            | 4               | 11           |                                                              |
| World in Your Hands                                           | 1994                  | 09-04-1994            | 10              | 7            |                                                              |
| Inside out                                                    | 1995                  | 25-11-1995            | 28              | 5            |                                                              |
| Crying in the rain                                            | 1996                  | 09-03-1996            | tip2            |              |                                                              |
| Take me away                                                  | 1996                  | 06-07-1996            | tip3            |              |                                                              |
| Walk the same line                                            | 1996                  | 12-10-1996            | tip17           |              |                                                              |
| Mr. Vain recall                                               | 2003                  | 19-07-2003            | tip9            |              |                                                              |